# Falstaff (film din 1965)

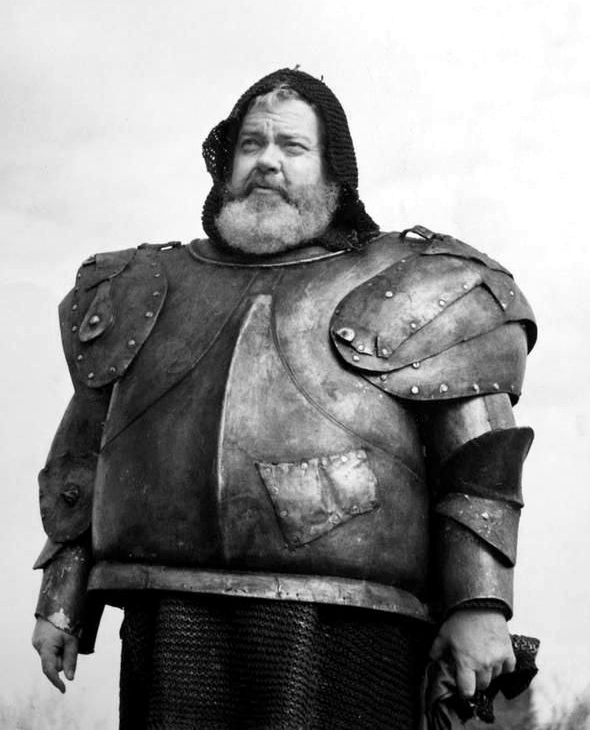
Orson Welles într-o scenă din film

Falstaff (titlul original: în spaniolă Campanadas a medianoche / Clopotele de la miezul nopții) este un film de comedie dramatică hispano-elvețian, realizat în 1965 de regizorul Orson Welles, care preia dialoguri din cinci piese de William Shakespeare și le folosește pentru a spune o poveste despre personajul lui Shakespeare, Falstaff.
Pentru aceasta, Welles a folosit materiale din prima și a doua parte a lui Henry al IV-lea, Henric al V-lea, Richard al II-lea și Nevestele vesele din Windsor. În plus, părți din Cronica lui Holinshed (Holinshed’s Chronicle) de Raphael Holinshed sunt încorporate cu scop de comentariu.
Protagoniștii filmului sunt actorii Orson Welles, Keith Baxter, John Gielgud și Margaret Rutherford. 

## Distribuție
- Orson Welles – Sir John Falstaff
- Keith Baxter – prințul Hal, prinț de Wales și moștenitor al tronului Angliei
- John Gielgud – regele Henric al IV-lea al Angliei
- Margaret Rutherford – hangița Quickly, gazda tavernei Boar's Head
- Jeanne Moreau – Doll Tearsheet, o prostituată
- Alan Webb – judecătorul Shallow, un vechi prieten a lui Falstaff
- Walter Chiari – judecătorul Silence
- Michael Aldridge – Ancient Pistol, un prieten a lui Falstaff
- Tony Beckley – Ned Poins, un prieten a lui Falstaff și Hal
- Charles Farrell – Bardolph, un prieten a lui Falstaff și Hal
- Patrick Bedford – carporalul Nym, un prieten a lui Falstaff și Hal
- José Nieto – contele de Northumberland, un conte rebel, și văr cu Edmund Mortimer
- Keith Pyott – lordul șef al justiției
- Fernando Rey – Thomas Percy, conte de Worcester, fratele lui Northumberland, și văr cu Edmund Mortimer
- Norman Rodway – Henry Percy, zis Hotspur, fiul lui Northumberland
- Marina Vlady – Kate Percy, soția lui Hotspur
- Andrew Faulds – Ralph de Neville, conte de Westmorland, loial regelui
- Jeremy Rowe – John of Lancaster, duce de Bedford|Prince John]], al doilea fiu a lui Henry IV
- Beatrice Welles – pajul lui Falstaff, un servant (jucat de asemenea de Bruno Yasoni după ce Beatrice nu a putut termina filmările)
- Fernando Hilbeck
- Andrés Mejuto
- Julio Peña
- Ralph Richardson – naratorul (voce)
- Ingrid Pitt – o curtezană (nemenționat)

## Premii și nominalizări
- 1966 Festivalul de Film de la Cannes – Premiul pentru cea de-a 20-a aniversare a Festivalului de Film de la Cannes și Marele Premiu al Comisiei Tehnice Superioare;
- 1966 – Premiul Cercului Scriitorilor Spanioli pentru cel mai bun film lui Campanadas a medianoche[3];
- 1968 Premiile BAFTA
  - Nominalizare la Cel mai bun actor străin, pentru Orson Welles.